# Scherpenzeel (Gueldre)
Pour les articles homonymes, voir Scherpenzeel.
Scherpenzeel est une commune et un village des Pays-Bas, en province de Gueldre.
Jusqu'en septembre 1814, Scherpenzeel a fait partie de la province d'Utrecht.